# Grand Prix automobile d'Autriche 2023
GP précédent GP suivant
Le Grand Prix automobile d'Autriche 2023 (Formula 1 Grosser Preis von Österreich 2023) disputé le 2 juillet 2023 sur le circuit de Spielberg, est  la 1088e épreuve du championnat du monde de Formule 1 courue depuis 1950. Il s'agit de la trente-sixième édition du Grand Prix d'Autriche comptant pour le championnat du monde de Formule 1 et  de la dixième manche du championnat 2023. L'épreuve se dispute pour la trente-cinquième fois depuis 1970 sur le circuit de Spielberg, devenu propriété de Red Bull, d'où le nom actuel du circuit, Red Bull Ring.
Max Verstappen réalise le meilleur temps des qualifications pour la course sprint devant son coéquipier Sergio Pérez, avec un écart de près d'une demi-seconde. Ils sont suivis de Lando Norris et Nico Hülkenberg, plus habitués au milieu de plateau. Charles Leclerc, cinquième devant Carlos Sainz, s'élance finalement en neuvième position, pénalisé pour avoir gêné Oscar Piastri. Les Aston Martin de Fernando Alonso et Lance Stroll suivent, Esteban Ocon part huitième et Kevin Magnussen dixième. Lewis Hamilton est éliminé à l'issue de la Q1, son temps étant annulé pour non respect des limites de la piste.
La course sprint se tient sous des conditions météo changeantes. La piste, d'abord humide, s'assèche au cours de la session, malgré le crachin. Verstappen conserve sa première place devant son coéquipier pourtant mieux parti. Norris chute au classement après un passage difficile au virage no 3, tandis que Nico Hülkenberg occupe pour quelques tours la deuxième place devant Sergio Pérez. Le dilemme réside dans la décision de chausser des pneus pour piste sèche en fin de course et de tenter de rattraper le retard engendré par l'arrêt ou de poursuivre avec les pneus intermédiaires du début de course malgré une usure conséquente et une surchauffe difficile à gérer. Les cinq premiers à l'arrivée, Verstappen, Pérez, Sainz, Stroll et Alonso ont optés pour la deuxième option. Hülkenberg, chaussé de medium à la fin du dix-septième tour, rattrape les Aston Martin en fin de course ; Ocon se classe septième devant Russell qui a chaussé des pneus tendres pour la fin de course. L'écart à l'arrivée entre les deux pilotes est de neuf millièmes de seconde. 
Lors des qualifications établissant la grille pour le Grand Prix du dimanche, Max Verstappen réalise la pole position devant les Ferrari de Charles Leclerc et Carlos Sainz. Lando Norris confirme les performances en hausse de sa monoplace en se plaçant quatrième ; il devance Lewis Hamilton, Lance Stroll, Fernando Alonso, Nico Hülkenberg, Pierre Gasly et Alexander Albon. De nombreux pilotes voient leurs temps annulés pour dépassement des limites de la piste ; ainsi Pérez, auteur de trois tours lancés en Q2 invalidés, ne parvient pas à rejoindre la Q3 pour la quatrième fois consécutive.
Le premier tour de la course est marqué par une manœuvre osée de Yuki Tsunoda qui laisse de nombreux débris à la sortie du premier virage, ce qui provoque l'intervention de la voiture de sécurité. Nico Hülkenberg, victime d'une panne de moteur au quatorzième tour, abandonne. La stratégie optimale semble celle à deux arrêts, avec de très rares apparitions de la gomme tendre. Les difficultés des pilotes à respecter les limites du circuit, particulièrement aux virages no 9 et no 10, engendrent de nombreuses pénalités de temps, certaines distribuées après la course. Lewis Hamilton et Pierre Gasly perdent chacun une place, Carlos Sainz Jr. en perdant même deux. Max Verstappen, vainqueur, se permet de faire un arrêt à l'avant-dernier tour pour chausser des gommes tendres et ravir le meilleur tour en course à son coéquipier. Il devance  Charles Leclerc (qui roule en tête entre les 25e et 34e tours, mettant fin à une série de quatre Grand Prix menés intégralement par Verstappen) et Sergio Pérez. Lando Norris conserve sa quatrième place du départ et est élu pilote du jour. Fernando Alonso se classe cinquième, devant Sainz, déclassé. Lewis Hamilton, septième, cède sa position à son coéquipier Russell à cause de sa pénalité. De même, Pierre Gasly, neuvième sous le drapeau à damier, perd sa position au profit de Lance Stroll.
Grâce à sa cinquième victoire consécutive, Verstappen (229 points) creuse l'écart en tête du championnat du monde. Son coéquipier Sergio Pérez (148 points) précède Fernando Alonso (131 points), Lewis Hamilton (106 ponts) et Sainz (82 points). Leclerc et Russell, suivent, tous eux avec 72 points. Au championnat des constructeurs, Red Bull (377 points et toujours invaincu), se détache davantage de Mercedes (178 points), d'Aston Martin (175 points) et de Ferrari (154 points). Alpine (47 points) est isolé au cinquième rang ; suivent McLaren (29 points), Haas (11 points) Alfa Romeo (9 points), Williams (7 points) et  AlphaTauri (2 points).

## Le nouveau format du sprint
La direction de la Formule 1 et les écuries sont parvenues, en marge du Grand Prix d'Australie à Melbourne, à un accord sur l'organisation d'un weekend de Grand Prix comprenant un sprint, l'idée étant de faire du samedi une journée de compétition indépendante. Il y en a six cette année, et la formule a été mise en place pour la première fois le 30 avril à Bakou.
Selon cet accord, validé le 25 avril par le Conseil Mondial de la FIA, se déroulent le vendredi une séance d'essais libres puis une séance de qualification attribuant la pole position et déterminant la composition de la grille de départ de la course dominicale. Le samedi, se tiennent les qualifications pour le sprint selon un format raccourci à 45 minutes sous la dénomination « sprint shootout » 1 puis le sprint lui-même avec attribution des points allant de 8 au premier à 1 au huitième.

## Pneus disponibles
| Pneus pour piste sèche | Pneus pour piste sèche | Pneus pour piste sèche | Pneus pluie    | Pneus pluie |
| ---------------------- | ---------------------- | ---------------------- | -------------- | ----------- |
| Durs (Type C3)         | Medium (Type C4)       | Tendres (Type C5)      | Intermédiaires | Pluie       |

## Essais libres et qualifications

### Première séance d'essais libres, le vendredi de 13 h 30 à 14 h 30
| Pos. | Pilote           | Voiture               | Chrono         | Écart     |
| ---- | ---------------- | --------------------- | -------------- | --------- |
| 1    | Max Verstappen   | Red Bull-Honda RBPT   | 1 min 05 s 742 |           |
| 2    | Carlos Sainz Jr. | Ferrari               | 1 min 05 s 983 | + 0 s 241 |
| 3    | Charles Leclerc  | Ferrari               | 1 min 06 s 012 | + 0 s 270 |
| 4    | Lewis Hamilton   | Mercedes              | 1 min 06 s 251 | + 0 s 509 |
| 5    | Sergio Pérez     | Red Bull-Honda RBPT   | 1 min 06 s 262 | + 0 s 520 |
| 6    | Lance Stroll     | Aston Martin-Mercedes | 1 min 06 s 340 | + 0 s 598 |

### Séance de qualifications, le vendredi de 17 h à 18 h
| Pos.                                                                                      | Pilote           | Écurie                | Qualifications 1 | Qualifications 2 | Qualifications 3 |
| ----------------------------------------------------------------------------------------- | ---------------- | --------------------- | ---------------- | ---------------- | ---------------- |
| 1                                                                                         | Max Verstappen   | Red Bull-Honda RBPT   | 1 min 05 s 116   | 1 min 04 s 951   | 1 min 04 s 391   |
| 2                                                                                         | Charles Leclerc  | Ferrari               | 1 min 05 s 577   | 1 min 05 s 087   | 1 min 04 s 439   |
| 3                                                                                         | Carlos Sainz Jr. | Ferrari               | 1 min 05 s 339   | 1 min 04 s 975   | 1 min 04 s 581   |
| 4                                                                                         | Lando Norris     | McLaren-Mercedes      | 1 min 05 s 617   | 1 min 05 s 038   | 1 min 04 s 658   |
| 5                                                                                         | Lewis Hamilton   | Mercedes              | 1 min 05 s 673   | 1 min 05 s 188   | 1 min 04 s 819   |
| 6                                                                                         | Lance Stroll     | Aston Martin-Mercedes | 1 min 05 s 710   | 1 min 05 s 121   | 1 min 04 s 893   |
| 7                                                                                         | Fernando Alonso  | Aston Martin-Mercedes | 1 min 05 s 655   | 1 min 05 s 181   | 1 min 04 s 911   |
| 8                                                                                         | Nico Hülkenberg  | Haas-Ferrari          | 1 min 05 s 740   | 1 min 05 s 362   | 1 min 05 s 090   |
| 9                                                                                         | Pierre Gasly     | Alpine-Renault        | 1 min 05 s 515   | 1 min 05 s 308   | 1 min 05 s 170   |
| 10                                                                                        | Alexander Albon  | Williams-Mercedes     | 1 min 05 s 673   | 1 min 05 s 387   | 1 min 05 s 823   |
| 11                                                                                        | George Russell   | Mercedes              | 1 min 05 s 686   | 1 min 05 s 428   |                  |
| 12                                                                                        | Esteban Ocon     | Alpine-Renault        | 1 min 05 s 729   | 1 min 05 s 453   |                  |
| 13                                                                                        | Oscar Piastri    | McLaren-Mercedes      | 1 min 05 s 683   | 1 min 05 s 605   |                  |
| 14                                                                                        | Valtteri Bottas  | Alfa Romeo-Ferrari    | 1 min 05 s 763   | 1 min 05 s 680   |                  |
| 15                                                                                        | Sergio Pérez     | Red Bull-Honda RBPT   | 1 min 05 s 177   | 2 min 06 s 688   |                  |
| 16                                                                                        | Yuki Tsunoda     | AlphaTauri-Honda RBPT | 1 min 05 s 784   |                  |                  |
| 17                                                                                        | Zhou Guanyu      | Alfa Romeo-Ferrari    | 1 min 05 s 818   |                  |                  |
| 18                                                                                        | Logan Sargeant   | Williams-Mercedes     | 1 min 05 s 948   |                  |                  |
| 19                                                                                        | Kevin Magnussen  | Haas-Ferrari          | 1 min 05 s 971   |                  |                  |
| 20                                                                                        | Nyck de Vries    | AlphaTauri-Honda RBPT | 1 min 05 s 974   |                  |                  |
| Temps minimal à réaliser pour la qualification : 1 min 09 s 674 (107 % de 1 min 05 s 116) |                  |                       |                  |                  |                  |

### Grille de départ
- Kevin Magnussen et Nyck de Vries, auteurs des dix-neuvième et vingtième temps, prennent le départ depuis la voie des stands en raison de modifications de leurs monoplaces sous le régime du parc fermé. Magnussen a fait procéder à des changements de réglages tandis que l'aileron arrière de de Vries a été changé[7].

## Sprint

### «Sprint shootout» (qualifications pour le sprint) le samedi de 12 h à 12 h 45
| Pos. | Pilote           | Écurie                | SQ1 (12 min)   | SQ2 (10 min)   | SQ3 (8 min)    |
| ---- | ---------------- | --------------------- | -------------- | -------------- | -------------- |
| 1    | Max Verstappen   | Red Bull-Honda RBPT   | 1 min 06 s 236 | 1 min 05 s 371 | 1 min 04 s 440 |
| 2    | Sergio Pérez     | Red Bull-Honda RBPT   | 1 min 06 s 924 | 1 min 05 s 836 | 1 min 04 s 933 |
| 3    | Lando Norris     | McLaren-Mercedes      | 1 min 06 s 723 | 1 min 05 s 699 | 1 min 05 s 010 |
| 4    | Nico Hülkenberg  | Haas-Ferrari          | 1 min 06 s 548 | 1 min 06 s 091 | 1 min 05 s 084 |
| 5    | Carlos Sainz Jr. | Ferrari               | 1 min 06 s 187 | 1 min 05 s 434 | 1 min 05 s 136 |
| 6    | Charles Leclerc  | Ferrari               | 1 min 07 s 061 | 1 min 05 s 673 | 1 min 05 s 245 |
| 7    | Fernando Alonso  | Aston Martin-Mercedes | 1 min 06 s 611 | 1 min 05 s 759 | 1 min 05 s 258 |
| 8    | Lance Stroll     | Aston Martin-Mercedes | 1 min 06 s 569 | 1 min 05 s 914 | 1 min 05 s 347 |
| 9    | Esteban Ocon     | Alpine-Renault        | 1 min 06 s 840 | 1 min 05 s 604 | 1 min 05 s 366 |
| 10   | Kevin Magnussen  | Haas-Ferrari          | 1 min 06 s 629 | 1 min 05 s 730 | 1 min 05 s 912 |
| 11   | Alexander Albon  | Williams-Mercedes     | 1 min 06 s 892 | 1 min 06 s 152 |                |
| 12   | Pierre Gasly     | Alpine-Renault        | 1 min 06 s 873 | 1 min 06 s 360 |                |
| 13   | Yuki Tsunoda     | AlphaTauri-Honda RBPT | 1 min 06 s 896 | 1 min 06 s 369 |                |
| 14   | Nyck de Vries    | AlphaTauri-Honda RBPT | 1 min 06 s 704 | 1 min 06 s 593 |                |
| 15   | George Russell   | Mercedes              | 1 min 06 s 653 | Pas de temps   |                |
| 16   | Zhou Guanyu      | Alfa Romeo-Ferrari    | 1 min 07 s 062 |                |                |
| 17   | Oscar Piastri    | McLaren-Mercedes      | 1 min 07 s 106 |                |                |
| 18   | Lewis Hamilton   | Mercedes              | 1 min 07 s 282 |                |                |
| 19   | Valtteri Bottas  | Alfa Romeo-Ferrari    | 1 min 07 s 291 |                |                |
| 20   | Logan Sargeant   | Williams-Mercedes     | 1 min 07 s 426 |                |                |

### Sprint, le samedi de 16 h 30 à 17 h 30
| Pos. | Pilote           | Voiture               | Tours | Temps/Abandon                  | Grille | Points |
| ---- | ---------------- | --------------------- | ----- | ------------------------------ | ------ | ------ |
| 1    | Max Verstappen   | Red Bull-Honda RBPT   | 24    | 30 min 26 s 730 (203,983 km/h) | 1      | 8      |
| 2    | Sergio Pérez     | Red Bull-Honda RBPT   | 24    | + 21 s 048                     | 2      | 7      |
| 3    | Carlos Sainz Jr. | Ferrari               | 24    | + 23 s 088                     | 5      | 6      |
| 4    | Lance Stroll     | Aston Martin-Mercedes | 24    | + 29 s 703                     | 7      | 5      |
| 5    | Fernando Alonso  | Aston Martin-Mercedes | 24    | + 30 s 109                     | 6      | 4      |
| 6    | Nico Hülkenberg  | Haas-Ferrari          | 24    | + 31 s 297                     | 4      | 3      |
| 7    | Esteban Ocon     | Alpine-Renault        | 24    | + 36 s 602                     | 8      | 2      |
| 8    | George Russell   | Mercedes              | 24    | + 36 s 611                     | 15     | 1      |
| 9    | Lando Norris     | McLaren-Mercedes      | 24    | + 38 s 806                     | 3      |        |
| 10   | Lewis Hamilton   | Mercedes              | 24    | + 46 s 375                     | 18     |        |
| 11   | Oscar Piastri    | McLaren-Mercedes      | 24    | + 49 s 807                     | 17     |        |
| 12   | Charles Leclerc  | Ferrari               | 24    | + 50 s 789                     | 9      |        |
| 13   | Alexander Albon  | Williams-Mercedes     | 24    | + 52 s 848                     | 11     |        |
| 14   | Kevin Magnussen  | Haas-Ferrari          | 24    | + 56 s 593                     | 10     |        |
| 15   | Pierre Gasly     | Alpine-Renault        | 24    | + 57 s 652                     | 12     |        |
| 16   | Yuki Tsunoda     | AlphaTauri-Honda RBPT | 24    | + 1 min 04 s 822               | 13     |        |
| 17   | Nyck de Vries    | AlphaTauri-Honda RBPT | 24    | + 1 min 05 s 617               | 14     |        |
| 18   | Logan Sargeant   | Williams-Mercedes     | 24    | + 1 min 06 s 059               | 20     |        |
| 19   | Zhou Guanyu      | Alfa Romeo-Ferrari    | 24    | + 1 min 10 s 825               | 16     |        |
| 20   | Valtteri Bottas  | Alfa Romeo-Ferrari    | 24    | + 1 min 16 s 435               | 19     |        |

- Charles Leclerc, auteur du sixième temps du sprint shootout, est pénalisé d'un recul de trois places pour avoir gêné Oscar Piastri lors de la première phase qualificative ; il s'élance neuvième, au côté de Kevin Magnussen[10].

## Course

### Classement de la course
| Pos. | no | Pilote           | Écurie                | Tours | Temps/Abandon                            | Grille  | Points |
| ---- | -- | ---------------- | --------------------- | ----- | ---------------------------------------- | ------- | ------ |
| 1    | 1  | Max Verstappen   | Red Bull-Honda RBPT   | 71    | 1 h 25 min 33 s 607 (214,902 km/h)       | 1       | 25 + 1 |
| 2    | 16 | Charles Leclerc  | Ferrari               | 71    | + 5 s 155                                | 2       | 18     |
| 3    | 11 | Sergio Pérez     | Red Bull-Honda RBPT   | 71    | + 17 s 188                               | 15      | 15     |
| 4    | 4  | Lando Norris     | McLaren-Mercedes      | 71    | + 26 s 327                               | 4       | 12     |
| 5    | 14 | Fernando Alonso  | Aston Martin-Mercedes | 71    | + 30 s 317                               | 7       | 10     |
| 6    | 55 | Carlos Sainz Jr. | Ferrari               | 71    | + 31 s 377 (dont 10 s de pénalité)       | 3       | 8      |
| 7    | 63 | George Russell   | Mercedes              | 71    | + 48 s 403                               | 11      | 6      |
| 8    | 44 | Lewis Hamilton   | Mercedes              | 71    | + 49 s 196 (dont 10 s de pénalité)       | 5       | 4      |
| 9    | 18 | Lance Stroll     | Aston Martin-Mercedes | 71    | + 59 s 043                               | 6       | 2      |
| 10   | 10 | Pierre Gasly     | Alpine-Renault        | 71    | + 1 min 07 s 667 (dont 10 s de pénalité) | 9       | 1      |
| 11   | 23 | Alexander Albon  | Williams-Mercedes     | 71    | + 1 min 19 s 767 (dont 10 s de pénalité) | 10      |        |
| 12   | 24 | Zhou Guanyu      | Alfa Romeo-Ferrari    | 70    | + 1 tour                                 | 17      |        |
| 13   | 2  | Logan Sargeant   | Williams-Mercedes     | 70    | + 1 tour (dont 5 s de pénalité)          | 18      |        |
| 14   | 31 | Esteban Ocon     | Alpine-Renault        | 70    | + 1 tour (dont 30 s de pénalité)         | 12      |        |
| 15   | 77 | Valtteri Bottas  | Alfa Romeo-Ferrari    | 70    | + 1 tour                                 | 14      |        |
| 16   | 81 | Oscar Piastri    | McLaren-Mercedes      | 70    | + 1 tour                                 | 13      |        |
| 17   | 21 | Nyck de Vries    | AlphaTauri-Honda RBPT | 70    | + 1 tour (dont 15 s de pénalité)         | pitlane |        |
| 18   | 20 | Kevin Magnussen  | Haas-Ferrari          | 70    | + 1 tour (dont 5 s de pénalité)          | pitlane |        |
| 19   | 22 | Yuki Tsunoda     | AlphaTauri-Honda RBPT | 70    | + 1 tour (dont 15 s de pénalité)         | 16      |        |
| Abd. | 27 | Nico Hülkenberg  | Haas-Ferrari          | 12    | Perte de puissance                       | 8       |        |

Plusieurs pénalités sont attribuées après la fin de la course. 12 autres sont attribuées plus tard, à la suite notamment des réclamations de l'écurie Aston Martin :
- Sainz, Hamilton, Gasly et Albon sont pénalisés de 10 secondes pour avoir dépassé les limites du circuit. Arrivé 4e, Sainz rétrograde 6e, Hamilton de 7e à 8e, Gasly de 9e à 10e, Albon ne perd pas de place.
- Sargeant est pénalisé de 15 secondes pour avoir dépassé les limites du circuit, mais ne perd pas de place.
- Ocon est pénalisé d'un total de 30 secondes pour sortie dangereuse de son stand et dépassements des limites du circuit. Arrivé 12e, il est classé 14e.
- de Vries est pénalisé d'un total de 15 secondes pour avoir poussé Magnussen hors de la piste et pour dépassement des limites du circuit. Arrivé 15e, il est classé 17e.
- Tsunoda est pénalisé de 15 secondes pour avoir dépassé les limites du circuit. Arrivé 17e, il est classé 19e.
- Magnussen est pénalisé de 5 secondes pour avoir dépassé les limites du circuit. Mais avec la pénalité de Tsunoda, il gagne en fait une place et est classé 18e.

### Pole position et record du tour
- Pole position :  Max Verstappen (Red Bull-Honda RBPT) en 1 min 04 s 391 (241,412 km/h)[12].
- Meilleur tour en course :  Max Verstappen (Red Bull-Honda RBPT) en 1 min 07 s 012 (231,970 km/h) au soixante-et-onzième et dernier tour ; vainqueur de la course, il s'adjuge le point bonus associé au meilleur tour[13].

### Tours en tête
- Max Verstappen (Red Bull-Honda RBPT) : 61 tours (1-24 / 35-71)[14]
- Charles Leclerc (Ferrari) : 10 tours (25-34)

## Classements généraux à l'issue de la course
| Pos. | Pilote           | Écurie                | Points |
| ---- | ---------------- | --------------------- | ------ |
| 1    | Max Verstappen   | Red Bull-Honda RBPT   | 229    |
| 2    | Sergio Pérez     | Red Bull-Honda RBPT   | 148    |
| 3    | Fernando Alonso  | Aston Martin-Mercedes | 131    |
| 4    | Lewis Hamilton   | Mercedes              | 106    |
| 5    | Carlos Sainz Jr. | Ferrari               | 82     |
| 6    | Charles Leclerc  | Ferrari               | 72     |
| 7    | George Russell   | Mercedes              | 72     |
| 8    | Lance Stroll     | Aston Martin-Mercedes | 44     |
| 9    | Esteban Ocon     | Alpine-Renault        | 31     |
| 10   | Lando Norris     | McLaren-Mercedes      | 24     |
| 11   | Pierre Gasly     | Alpine-Renault        | 16     |
| 12   | Nico Hülkenberg  | Haas-Ferrari          | 9      |
| 13   | Alexander Albon  | Williams-Mercedes     | 7      |
| 14   | Valtteri Bottas  | Alfa Romeo-Ferrari    | 5      |
| 15   | Oscar Piastri    | McLaren-Mercedes      | 5      |
| 16   | Zhou Guanyu      | Alfa Romeo-Ferrari    | 4      |
| 17   | Yuki Tsunoda     | AlphaTauri-Honda RBPT | 2      |
| 18   | Kevin Magnussen  | Haas-Ferrari          | 2      |

| Pos. | Écurie                | Points |
| ---- | --------------------- | ------ |
| 1    | Red Bull-Honda RBPT   | 377    |
| 2    | Mercedes              | 178    |
| 3    | Aston Martin-Mercedes | 175    |
| 4    | Ferrari               | 154    |
| 5    | Alpine-Renault        | 47     |
| 6    | McLaren-Mercedes      | 29     |
| 7    | Haas-Ferrari          | 11     |
| 8    | Alfa Romeo-Ferrari    | 9      |
| 9    | Williams-Mercedes     | 7      |
| 10   | AlphaTauri-Honda RBPT | 2      |

## Statistiques

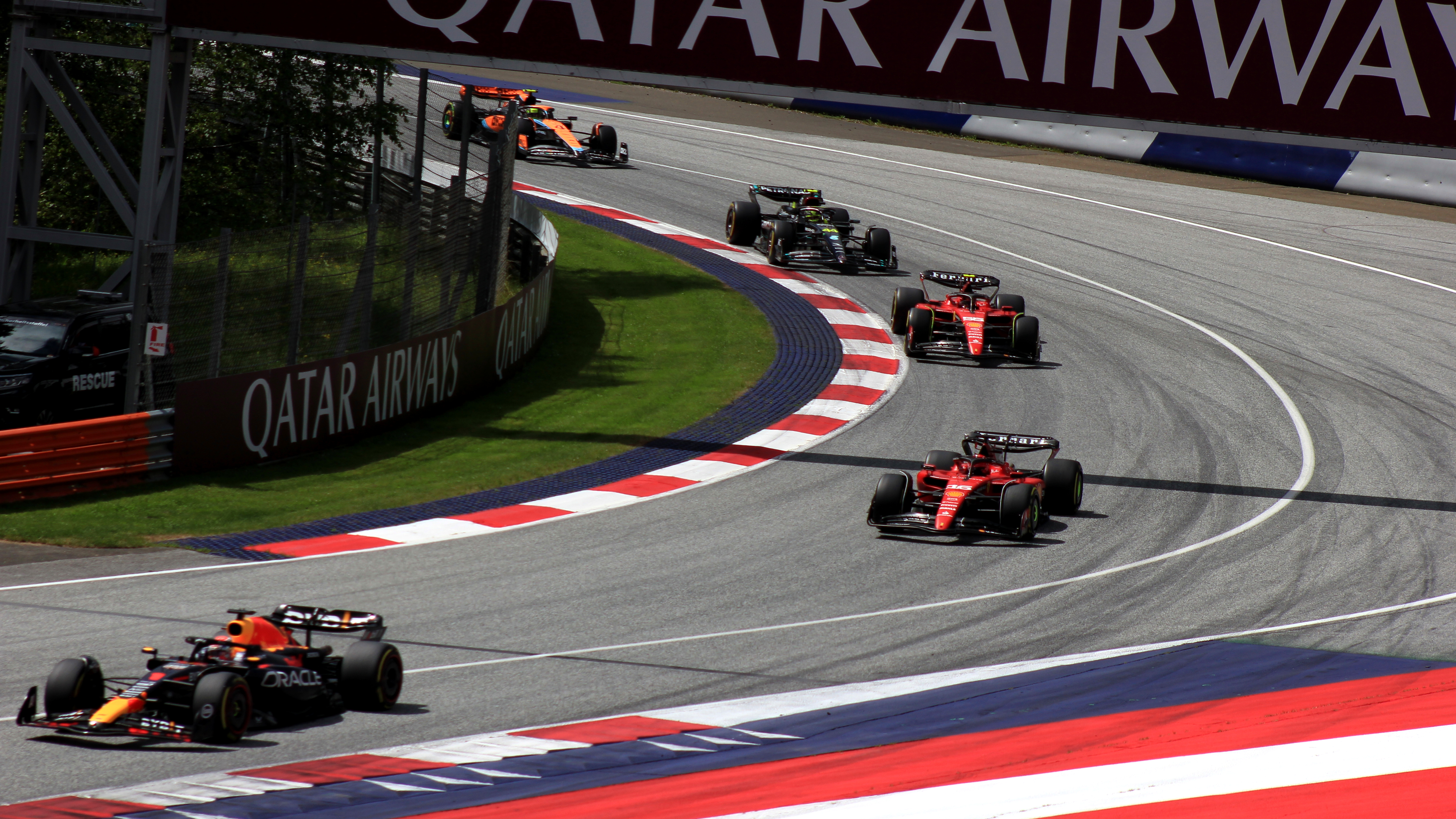
Max Verstappen, en tête du peloton, remporte, à Spielberg, sa cinquième victoire consécutive de la saison.

Le Grand Prix d'Autriche 2023 représente :
- la 26e pole position de Max Verstappen, sa sixième de la saison[17] ;
- la 42e victoire de Max Verstappen, sa septième de la saison et la cinquième consécutive[18] ;
- le 7e hat trick de Max Verstappen[19] ;
- la 101e victoire de Red Bull, la neuvième de la saison en neuf épreuves disputées[20] ;
- la 9e victoire de Honda RBPT en tant que motoriste, invaincu à ce point de la saison[21] ;
- le 800e podium de Ferrari[22].

Au cours de ce Grand Prix :
- Lando Norris est élu « pilote du jour » à l'issue d'un vote organisé sur le site officiel de la Formule 1[23] ;
- Enrique Bernoldi (28 Grands Prix disputés entre 2001 et 2002 avec Arrows) est nommé conseiller par la FIA pour aider dans leurs jugements le groupe des commissaires de course[24].